# Vícečetná náboženská identita
Vícečetná náboženská identita (Multiple religious belonging) je skutečnost, kdy jedinec vyznává více než jedno náboženství. Může se jednat o dvě náboženství, která jedinec nesměšuje, ale k oběma chová náboženskou úctu, navštěvuje jejich bohoslužby či rituály, aniž by je synkretizoval. V životě jedince to mohou být dvě nebo i více náboženství. Typická je v tomto ohledu subsaharská Afrika, kde podle afrikanisty a religionisty Ondřeje Havelky početná množina věřících vyznává křesťanství nebo islám a také jedno z tradičních náboženství svých předků. Vícečetná náboženská identita je ovšem mnohými křesťany a muslimy mimo subsaharskou Afriku, zejména v Evropě a USA, považována za problematickou či dokonce z hlediska nauky nepřípustnou. Další oblastí, kde je vícečetná náboženská identita poměrně běžnou je východní Asie.
Někteří teologové považují vícečetnou náboženskou identitu za nemožnou. Takový postoj podle Havelky ovšem spíše ukazuje na neznalost přístupu k náboženské rovině života v jiných oblastech světa, kde identitu člověka – přiznání ontologické kvality osoby – neformuje pouze většinově vyznávané náboženství, např. křesťanství, ale ve stejné míře také náboženství předků, skrze jehož iniciační a přechodové rituály získává postupně člověk statut plnohodnotné osoby a plnohodnotného člena společnosti.
Jeden z přístupů studujících vícečetnou náboženskou identitu z křesťanského pohledu uznává možnost vyznávání křesťanství a dalšího náboženství pouze pod podmínkou, že křesťanství je považováno za nadřazené náboženství. Podobné tendence lze vysledovat u islámských autorů. Podle Havelky je to opět neznalost rozmanitých přístupů ve světě zejména v Africe a Asii, přinejmenším částečně ovšem ve všech oblastech světa. Nadřazování křesťanství či islámu také znesnadňuje mezináboženský dialog založený na rovnocenném respektu k alteritě. Jiný vědecký přístup uznává vícečetnou náboženskou identitu bez nadřazování a vzájemného porovnávání.
Zaměňovaný ale jiný fenomén je náboženský synkretismus, kdy jedinec vyznává jedno synkretizované náboženství, které vzniklo spojením dvou původně zcela odlišných náboženství, například synkretismus bwiti a křesťanství v africkém Gabonu.